# Бая
 Тази статия е за етническата група.  За историческото селище в Италия вижте Бая (Баколи).  
Бая (също бая-манджия и гбая) е най-голямата етническа група в Централноафриканската република. Етническата група съставлява около 34% от населението на страната.